# Jason Wilcox
Jason Malcolm Wilcox (Farnworth, 1971. március 15. –) angol válogatott labdarúgó, edző, cselgáncsozó, 2024 óta a Manchester United szakmai igazgatója és sportigazgatója.
Labdarúgó pályafutása előtt cselgáncsozott, Angliát is képviselte a sportágban. Balszélsőként játszott 1989 és 2006 között, tagja volt az 1995-ös bajnok Blackburn Rovers csapatának, kulcsfontosságú szerepet játszott győzelmükben. Ezek mellett játszott a Leeds United és a Leicester City színeiben is, a korábbi csapattal eljutott az UEFA-bajnokok ligája és az UEFA Kupa elődöntőjébe is. Azt követően, hogy egy évre a Blackpool csapatához szerződött, 2006-ban visszavonult. A válogatottban háromszor képviselte Angliát, Magyarország ellen mutatkozott be. Az 1996-os és 2000-es előzetes Európa-bajnoki keretben is szerepelt, de végül egy nagy tornára se utazott el a csapattal.
Visszavonulása után szakértő lett a BBC Radio Lancashire műsorán, mielőtt 2012-ben leszerződtette a Manchester City utánpótlás csapata edzőjének. Később a csapat akadémiai igazgatója lett, mielőtt 2023-ban a Southamptonhoz igazolt. Itt mindössze fél év után beadta lemondását, miután megkereste a Manchester United csapata. A United 2024. április 19-én nevezte ki.

## Sikerek és díjak
- Premier League: 1994–1995[15]